# Cei-Rigotti
Il Cei-Rigotti è un fucile a fuoco selettivo semiautomatico/automatico progettato in Italia agli inizi del XX secolo.

## Genesi e sviluppo
Amerigo Cei Rigotti, capitano del Regio Esercito, iniziò lo sviluppo di questa rivoluzionaria arma nel 1890, per approntare la versione definitiva nel 1900. Nel 1891 il tenente presentò alle alte sfere dell’esercito il suo prototipo, basato sul Vetterli Mod. 1870. L’arma fu esaminata attentamente, al poligono delle Cascine a Firenze, da un'apposita commissione. Il fucile suscitò subito un forte interesse da parte delle autorità militari tanto da ricevere le lodi del generale Cialdini. Il modello non era di certo esente da difetti, perciò il giovane progettista passò parecchi anni per perfezionare l’arma, apportando numerose modifiche. Il lavoro fu svolto inizialmente, su incarico del governo, presso l’arsenale di Venezia. Nel biennio 1895-1896 furono svolte numerose dimostrazioni del funzionamento dell’arma tra cui ricordiamo quella di Firenze, svoltasi alla presenza del principe di Napoli e degli ufficiali di varie armi. Le prove si ripeterono per ordine del Ministero della Guerra a Parma, dinanzi al Comitato delle armi di fanteria. Anche la Regia Marina si diede da fare, svolgendo delle prove a bordo della nave regia Italia nelle acque di Spezia. 
L'arma, nelle sue varie versioni, non incontrò l'interesse del Regio Esercito. Fu proposto alle forze armate di Russia ed Austria-Ungheria nei rispettivi calibri del tipo 7,62 × 54 mm R e 7,92 × 57 mm (8 mm Mauser). Il Cei-Rigotti fu testato inoltre dalla Svizzera e dal "Comitato inglese per le armi leggere" per la Royal Navy. A causa della complessità costruttiva e problemi riscontrati nell'espulsione dei bossoli non fu adottato da nessun esercito dell'epoca.

## Tecnica
L'arma era camerata nel 6,5 × 52 mm Carcano d'ordinanza del Regio Esercito, ma venne presentato anche nelle versioni in 7,62 × 54 mm R e 8 mm Mauser. Era un'arma a funzionamento automatico, con selettore per tiro a colpo singolo ed a raffica libera e caricatore da 25 colpi inserito inferiormente. La prima versione, presentata nel 1900, funzionava a massa battente. Nel 1903 e nel 1911 l'arma fu modificata ed adottò un sistema di funzionamento a recupero di gas.